# 蜃景 (單曲)
《蜃景》（日语：／ Nigemizu */?）是日本女子偶像组合乃木坂46的第18張單曲，於2017年8月9日由N46Div.发行。本作與上一單曲《大影響家》同樣採用雙Center制，单曲的Center（中心成員）由大園桃子及与田祐希担任。同名標題曲由组合总制作人秋元康作詞、谷村庸平作曲。

## 概要
本作為前作《大影响家》發行4个月後的2017年第2张单曲作品。单曲分为CD+DVD的Type-A、Type-B、Type-C、Type-D及只有CD的通常盘5種版本。
第18張單曲發售的消息在2017年6月25日發表。歌曲表演陣型及選拔成員在7月10日播出的《乃木坂工事中》發表，其後在7月14日，公佈新單曲標題定為《蜃景》，並於7月15日在富士電視台舉辦的《台場夢大陸2017》首次披露標題曲《蜃景》及B面曲《漫長夏日…》。7月16日開始，本作其他收錄曲亦陸續在各成員出演的電台節目中公開。
主打曲《蜃景》以夏季陽光照在柏油路上因水氣反射造成的海市蜃樓現象作為創作主軸，表达“虽然刚要靠近即会消逝，但我仍然要追随它”的主题。此外，本首歌曲以副歌部分前插入的一小段法国作曲家德彪西的《月光》作为主要特征。作曲者谷村庸平在谈到创作灵感时，希望本段旋律的突然插入能带来一种时间几乎静止般的感受，同时由于旋律本身即具有静谧、柔美的特点，与歌曲本身的音调区分明显，所以选择了这一段音乐作为过渡。

## 封面及封底寫真
| Type-A 封面 | 大園桃子、與田祐希                                                                                 |
| Type-A 封底 | 大園桃子、與田祐希                                                                                 |
| Type-B 封面 | 松村沙友理、高山一實、白石麻衣、秋元真夏、衛藤美彩、新内眞衣                                       |
| Type-B 封底 | 能條愛未、鈴木絢音、中田花奈、伊藤純奈                                                             |
| Type-C 封面 | 齋藤飛鳥、伊藤萬理華、櫻井玲香、若月佑美、西野七瀨                                                 |
| Type-C 封底 | 山崎怜奈、樋口日奈、川後陽菜、和田真彩                                                             |
| Type-D 封面 | 井上小百合、星野南、堀未央奈、生田繪梨花、生駒里奈                                                 |
| Type-D 封底 | 相樂伊織、佐佐木琴子、伊藤卡琳、川村真洋、齋藤千春                                                 |
| 通常盤 封面 | 渡辺米麗愛、伊藤理理杏、北野日奈子、久保史緒里、中元日芽香、齋藤優里、梅澤美波、山下美月、寺田蘭世 |
| 通常盤 封底 | 中村麗乃、向井葉月、岩本蓮加、吉田綾乃克莉絲蒂、佐藤楓                                             |

本作封面及封底寫真於2017年6月底至7月初於東京都内拍攝。背景以SNS上相當流行的鮮豔色彩作為拍攝概念，以夏季為主題，成員於東京都内5處場所拍攝。攝影師由今城純擔任，這是他繼第7張單曲《髮夾》後第二度操刀參與乃木坂46單曲封面的拍攝。

## 音樂視像

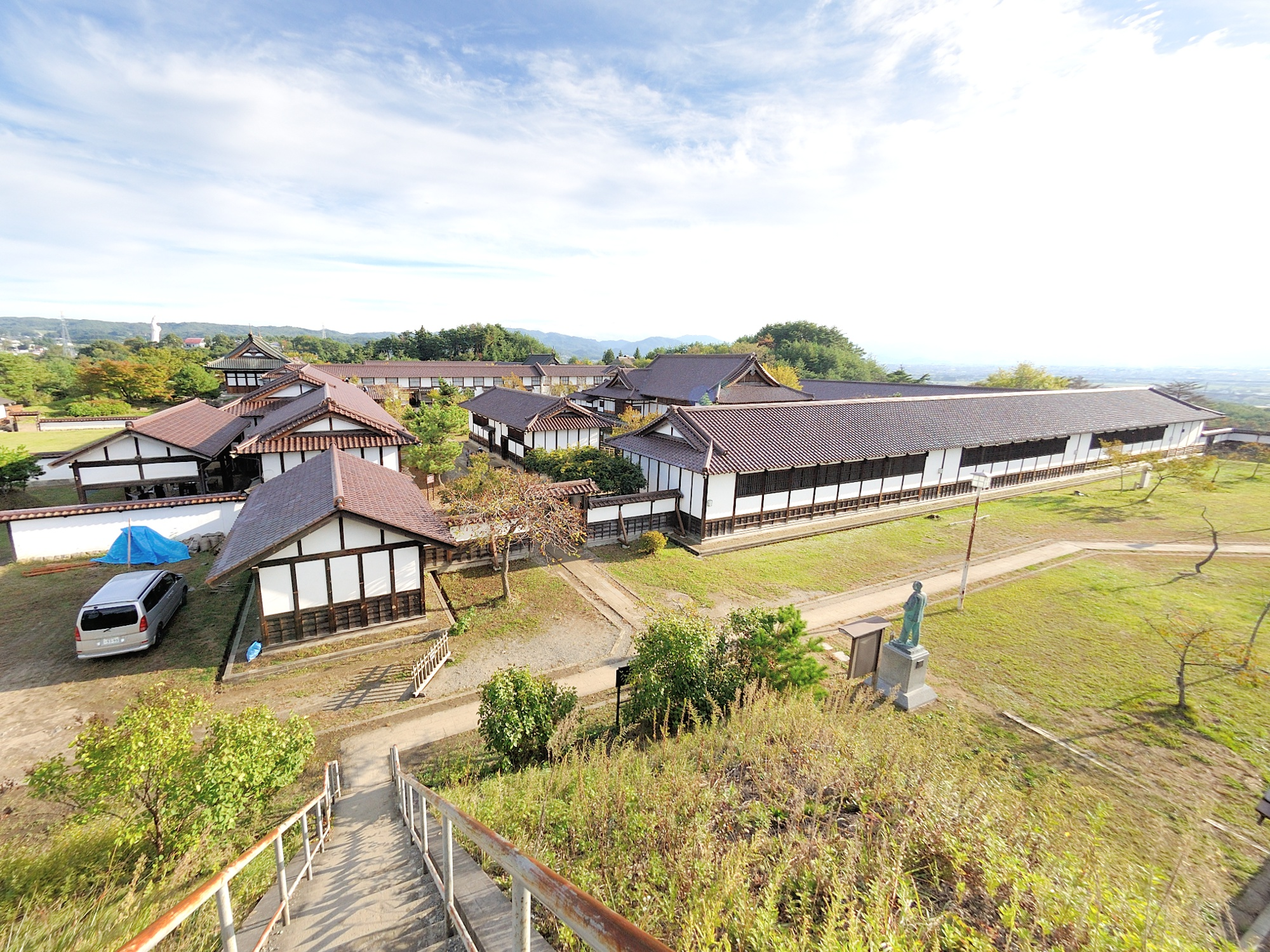
會津藩校日新館（拍攝地）

蜃景
導演：山岸聖太
標題曲《蜃景》的MV於2017年7月上旬，在福島縣會津若松市的日新館進行拍攝。故事講述大園桃子和与田祐希兩人，來到巨大且不可思議的大屋「伊丹宅」擔任見習女傭，期間見識到屋內生活的眾人的不可思議行徑，但都不能表現出驚訝。由於成員演繹的角色都是和平時的自己不一樣的非現實設定，攝影現場笑聲不斷。演員绪川玉木在片中飾演大屋的管家。CRE8BOY擔任編舞。
| 角色名                | 成員                  | 角色設定                                                                                       |
| --------------------- | --------------------- | ---------------------------------------------------------------------------------------------- |
| 伊丹麻衣              | 白石麻衣              | 長女。定下早餐要吃米飯，在這一點上絕對不會退讓。                                               |
| 伊丹七瀨              | 西野七瀨              | 二女。定下早餐要吃麵包。對每天早上關於早餐的爭議感到緊張。                                     |
| 伊丹生&伊丹松         | 生田繪梨花&松村沙友理 | 米飯派。傳說她們覺得沒有米飯的話吃什麼都不好吃。                                               |
| 伊丹櫻&伊丹若         | 櫻井玲香&若月佑美     | 麵包派。一直保持嚴肅表情的她們吃了麵包就會笑逐顏開。                                           |
| 伊丹飛鳥              | 齋藤飛鳥              | 女傭前輩。為了偷懶，謊稱兩根手指骨折。                                                         |
| 伊丹未央奈            | 堀未央奈              | 生為純日本人，卻堅定認為自己是個中國人。非常珍惜自己的雙節棍。                                 |
| 伊丹一                | 高山一實              | 一直窩在自己的思想世界裏面，抱持著「如果有人可以理解自己就好了……」的心情。只有七瀨能夠理解她。 |
| 伊丹真夏              | 秋元真夏              | 希望能作為電視藝人出演綜藝節目，經常在房間進行綜藝企劃的練習。                                 |
| 伊丹駒&伊丹南         | 生駒里奈＆星野南      | 非常討厭骯髒的兩人，對禮儀非常敏感。對能夠和新來兩人盡情說明禮儀禮節非常高興。                 |
| 伊丹彩&伊丹新內       | 衛藤美彩&新内眞衣     | 雖然在家中但房間如同辦公室一樣的兩人。好像被什麼附身了一樣從事著OL的工作。                     |
| 伊丹萬理華&伊丹小百合 | 伊藤萬理華&井上小百合 | 穿著奇裝異服的兩人。沒有人知道她們在想什麼。在大屋內乘搭攝位車四處徘徊。實際非常喜歡跳舞。     |

## 收錄曲目

### Type-A
| CD       | CD                              | CD       | CD         | CD    |
| 曲序     | 曲目                            | 作曲     | 編曲       | 时长  |
| -------- | ------------------------------- | -------- | ---------- | ----- |
| 1.       | 蜃景                            | 谷村庸平 | 谷村庸平   | 5:07  |
| 2.       | 女人無法獨自入眠                | 小形誠   | 高橋浩一郎 | 4:00  |
| 3.       | 漫長夏日…                       | aokado   | aokado     | 4:33  |
| 4.       | 蜃景 off vocal ver.             | 谷村庸平 | 谷村庸平   | 5:07  |
| 5.       | 女人無法獨自入眠 off vocal ver. | 小形誠   | 高橋浩一郎 | 4:00  |
| 6.       | 漫長夏日… off vocal ver.        | aokado   | aokado     | 4:33  |
| 总时长： | 总时长：                        | 总时长： | 总时长：   | 27:20 |

| DVD      | DVD                          | DVD        | DVD   |
| 曲序     | 曲目                         | 导演       | 时长  |
| -------- | ---------------------------- | ---------- | ----- |
| 1.       | 蜃景 Music Video             | 山岸聖太   | 7:14  |
| 2.       | 女人無法獨自入眠 Music Video | 萩原健太郎 | 5:01  |
| 3.       | 真實乃木戀2016 前篇          |            |       |
| 总时长： | 总时长：                     | 总时长：   | 12:15 |

### Type-B
| CD       | CD                              | CD       | CD         | CD    |
| 曲序     | 曲目                            | 作曲     | 編曲       | 时长  |
| -------- | ------------------------------- | -------- | ---------- | ----- |
| 1.       | 蜃景                            | 谷村庸平 | 谷村庸平   | 5:07  |
| 2.       | 女人無法獨自入眠                | 小形誠   | 高橋浩一郎 | 4:00  |
| 3.       | Under                           | 白土亨   | 遠藤直樹   | 4:11  |
| 4.       | 蜃景 off vocal ver.             | 谷村庸平 | 谷村庸平   | 5:07  |
| 5.       | 女人無法獨自入眠 off vocal ver. | 小形誠   | 高橋浩一郎 | 4:00  |
| 6.       | Under off vocal ver.            | 白土亨   | 遠藤直樹   | 4:11  |
| 总时长： | 总时长：                        | 总时长： | 总时长：   | 26:36 |

| DVD      | DVD                 | DVD      | DVD   |
| 曲序     | 曲目                | 导演     | 时长  |
| -------- | ------------------- | -------- | ----- |
| 1.       | 蜃景 Music Video    | 山岸聖太 | 7:14  |
| 2.       | Under Music Video   |          | 5:47  |
| 3.       | 真實乃木戀2016 後篇 |          |       |
| 总时长： | 总时长：            | 总时长： | 13:01 |

### Type-C
| CD       | CD                              | CD       | CD         | CD    |
| 曲序     | 曲目                            | 作曲     | 編曲       | 时长  |
| -------- | ------------------------------- | -------- | ---------- | ----- |
| 1.       | 蜃景                            | 谷村庸平 | 谷村庸平   | 5:07  |
| 2.       | 女人無法獨自入眠                | 小形誠   | 高橋浩一郎 | 4:00  |
| 3.       | 現場之神                        |          |            | 4:26  |
| 4.       | 蜃景 off vocal ver.             | 谷村庸平 | 谷村庸平   | 5:07  |
| 5.       | 女人無法獨自入眠 off vocal ver. | 小形誠   | 高橋浩一郎 | 4:00  |
| 6.       | 現場之神 off vocal ver.         |          |            | 4:26  |
| 总时长： | 总时长：                        | 总时长： | 总时长：   | 27:06 |

| DVD      | DVD                        | DVD      | DVD   |
| 曲序     | 曲目                       | 导演     | 时长  |
| -------- | -------------------------- | -------- | ----- |
| 1.       | 蜃景 Music Video           | 山岸聖太 | 7:14  |
| 2.       | 現場之神 Music Video       | 伊藤衆人 | 4:48  |
| 3.       | 神宮演唱會製作花絮 2期生篇 |          |       |
| 总时长： | 总时长：                   | 总时长： | 12:02 |

### Type-D
| CD       | CD                              | CD       | CD         | CD    |
| 曲序     | 曲目                            | 作曲     | 編曲       | 时长  |
| -------- | ------------------------------- | -------- | ---------- | ----- |
| 1.       | 蜃景                            | 谷村庸平 | 谷村庸平   | 5:07  |
| 2.       | 女人無法獨自入眠                | 小形誠   | 高橋浩一郎 | 4:00  |
| 3.       | 未來的答案                      | 板垣祐介 | 板垣祐介   | 5:23  |
| 4.       | 蜃景 off vocal ver.             | 谷村庸平 | 谷村庸平   | 5:07  |
| 5.       | 女人無法獨自入眠 off vocal ver. | 小形誠   | 高橋浩一郎 | 4:00  |
| 6.       | 未來的答案 off vocal ver.       | 板垣祐介 | 板垣祐介   | 5:23  |
| 总时长： | 总时长：                        | 总时长： | 总时长：   | 29:00 |

| DVD      | DVD                            | DVD      | DVD   |
| 曲序     | 曲目                           | 导演     | 时长  |
| -------- | ------------------------------ | -------- | ----- |
| 1.       | 蜃景 Music Video               | 山岸聖太 | 7:14  |
| 2.       | 未來的答案 Music Video         | 福島真希 | 5:52  |
| 3.       | 神宮演唱會＆MV製作花絮 3期生篇 |          |       |
| 总时长： | 总时长：                       | 总时长： | 13:06 |

### 通常盤
| CD       | CD                                    | CD             | CD         | CD    |
| 曲序     | 曲目                                  | 作曲           | 編曲       | 时长  |
| -------- | ------------------------------------- | -------------- | ---------- | ----- |
| 1.       | 蜃景                                  | 谷村庸平       | 谷村庸平   | 5:07  |
| 2.       | 女人無法獨自入眠                      | 小形誠         | 高橋浩一郎 | 4:00  |
| 3.       | 能盡情哭泣不是很好嗎？                | K-WONDER、SAS3 | 遠藤直樹   | 4:31  |
| 4.       | 蜃景 off vocal ver.                   | 谷村庸平       | 谷村庸平   | 5:07  |
| 5.       | 女人無法獨自入眠 off vocal ver.       | 小形誠         | 高橋浩一郎 | 4:00  |
| 6.       | 能盡情哭泣不是很好嗎？ off vocal ver. | K-WONDER、SAS3 | 遠藤直樹   | 4:31  |
| 总时长： | 总时长：                              | 总时长：       | 总时长：   | 27:16 |

## 選拔成員

### 蜃景
（Center：大園桃子、与田祐希）
- 第1排：齋藤飛鳥、白石麻衣、大園桃子、与田祐希、西野七瀨、堀未央奈[2]
- 第2排：星野南、松村沙友理、生田绘梨花、秋元真夏、衛藤美彩、高山一实[2]
- 第3排：伊藤万理华、新内眞衣、生駒里奈、樱井玲香、若月佑美、井上小百合[2]

選拔成員較前作減少3人，共有18人，第1排及第2排為12名成員組成的「十二福神」。本作仍採用雙Center制，由3期生大園桃子和与田祐希擔任。繼擔任第7張單曲《髮夾》（2013年11月發行）Center的2期生堀未央奈之後，再次由非1期生擔任Center。大園、與田和堀都是初次選拔即直接擔任Center。星野南則是繼第14張單曲《當春紫苑盛開時》後相隔4作重回福神行列，若月佑美是繼第15張單曲《赤腳Summer》後相隔3作後，生駒里奈、櫻井玲香是繼第16張單曲《再見的意義》後又一次未進入福神行列。前作選拔成員寺田蘭世、北野日奈子、齊藤優里、樋口日奈、中田花奈皆未獲入選。

### 女人無法獨自入眠
（Center：大園桃子、与田祐希）
- 秋元真夏、生田绘梨花、生駒里奈、伊藤万理华、井上小百合、衛藤美彩、大園桃子、齋藤飛鳥、樱井玲香、白石麻衣、新内眞衣、高山一实、西野七瀨、星野南、堀未央奈、松村沙友理、与田祐希、若月佑美[4]

第18張單曲選拔成員

### 漫長夏日…
（Center：秋元真夏、松村沙友理）
- 第1排：齋藤飛鳥、白石麻衣、松村沙友理、秋元真夏、西野七瀨、堀未央奈[4]
- 第2排：大園桃子、星野南、生田绘梨花、衛藤美彩、高山一实、与田祐希[4]
- 第3排：伊藤万理华、新内眞衣、生駒里奈、若月佑美、井上小百合、樱井玲香[4]

第18張單曲選拔成員

### 能盡情哭泣不是很好嗎？
（Center：高山一实）
- 秋元真夏、生田绘梨花、生駒里奈、伊藤万理华、井上小百合、衛藤美彩、大園桃子、齋藤飛鳥、樱井玲香、白石麻衣、新内眞衣、高山一实、西野七瀨、星野南、堀未央奈、松村沙友理、与田祐希、若月佑美[4]

第18張單曲選拔成員；高山一实首次擔任Center的歌曲

### Under
（Center：北野日奈子、中元日芽香）
- 伊藤卡琳、伊藤純奈、川後陽菜、川村真洋、北野日奈子、齋藤千春、齋藤優里、相樂伊織、佐佐木琴子、鈴木絢音、寺田蘭世、中田花奈、中元日芽香、能條愛未、樋口日奈、山崎怜奈、渡邊米麗愛、和田真彩[4]

第18張單曲Under成員

### 現場之神
（Center：堀未央奈）
- 伊藤卡琳、伊藤純奈、北野日奈子、相樂伊織、佐佐木琴子、新内眞衣、鈴木絢音、寺田蘭世、堀未央奈、山崎怜奈、渡邊米麗愛[4]

2期生成員

### 未來的答案
（Center：山下美月、久保史緒里）
- 第1排：梅澤美波、山下美月、久保史緒里、伊藤理理杏[4]
- 第2排：岩本蓮加、大園桃子、与田祐希、阪口珠美[4]
- 第3排：中村麗乃、向井葉月、吉田綾乃克莉絲蒂、佐藤楓[4]

3期生成員